# مارتينا ريتزيلي
مارتينا ريزيللي (ولدت في 24 مارس 1998) هي لاعبة جمباز فنية إيطالية وعضو في المنتخب الوطني. شاركت في نسختين من بطولة العالم (2014 في نانجينغ ، الصين ، وبطولة العالم 2015 في غلاسكو ، اسكتلندا) ، وتأهلت لدورة الألعاب الأولمبية الصيفية 2016.